# Festival di Berlino 1995

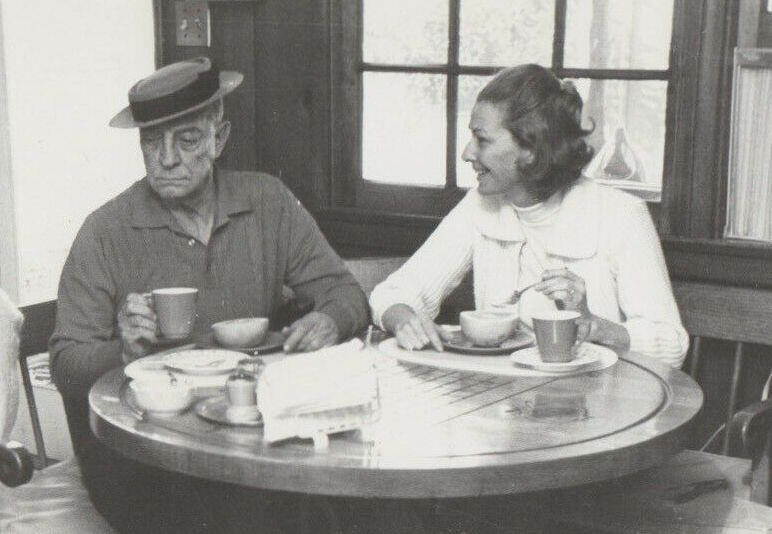
Buster Keaton (celebrato nel centenario della nascita) e la moglie Eleanor, premiata con la Berlinale Kamera.

La 45ª edizione del Festival internazionale del cinema di Berlino si è svolta a Berlino dal 9 al 20 febbraio 1995, con lo Zoo Palast come sede principale. Direttore del festival è stato per il sedicesimo anno Moritz de Hadeln.
L'Orso d'oro è stato assegnato al film francese L'esca di Bertrand Tavernier.
L'Orso d'oro alla carriera è stato assegnato all'attore Alain Delon mentre la Berlinale Kamera è stata assegnata alla ballerina e interprete di varietà Eleanor Ruth Norris (terza moglie di Buster Keaton) e alla FIAF (Federazione internazionale degli archivi filmografici).
Il festival è stato aperto da La promessa di Margarethe von Trotta, proiettato fuori concorso, ed è stato chiuso dalla proiezione speciale di Asfalto, diretto da Joe May nel 1929.
La retrospettiva di questa edizione ha incluso tre programmi: "Happy Birthday, Cinema!", per celebrare i 100 anni dall'introduzione del cinématographe dei fratelli Lumière, "Buster Keaton 100", dedicata al centenario della nascita dell'attore e regista statunitense, e "Slapstick & Co.", con una serie di comiche dell'epoca del muto dirette da registi quali Del Lord, Leo McCarey e Max Linder.

## Giurie

### Giuria internazionale
- Lia van Leer, fondatrice della Jerusalem Cinematheque e del Jerusalem Film Festival (Israele) - Presidente di giuria[6]
- Alfred Hirschmeier, scenografo (Germania)
- Vadim Jusov, direttore della fotografia (Russia)
- Siqin Gaowa, attrice (Cina)
- Dave Kehr, critico cinematografico (Stati Uniti)
- Pilar Miró, regista e sceneggiatrice (Spagna)
- Tsai Ming-liang, regista e sceneggiatore (Taiwan)
- Christiane Hörbiger, attrice (Austria)
- Georgi Djulgerov, regista, sceneggiatore e produttore (Bulgaria)
- Michael Kutza, grafico e fondatore del Chicago International Film Festival (Stati Uniti)

### Kinderjury
I premi riservati alla sezione Kinderfilmfest sono stati assegnati da una giuria composta da membri di età compresa tra 11 e 14 anni, selezionati dalla direzione del festival attraverso questionari inviati l'anno precedente.

## Selezione ufficiale

### In concorso
- 100 Jahre Kino, regia di Heinrich Sabl (Germania)
- The Addiction - Vampiri a New York (The Addiction), regia di Abel Ferrara (USA, Argentina)
- Un bruit qui rend fou, regia di Dimitri de Clercq e Alain Robbe-Grillet (Francia, Belgio, Svizzera)
- Butterfly Kiss - Il bacio della farfalla (Butterfly Kiss), regia di Michael Winterbottom (Regno Unito)
- El Callejón de los Milagros, regia di Jorge Fons (Messico)
- Cento e una notte (Les cent et une nuits de Simon Cinéma), regia di Agnès Varda (Regno Unito, Francia)
- Cojones, regia di Peter Brauneis (Austria)
- Colpo di luna, regia di Alberto Simone (Italia, Paesi Bassi, Francia)
- Dada, regia di Piet Kroon (Paesi Bassi)
- Do Nothing Til You Hear from Me, regia di Jonas Dahlbeck e Pernilla Hindsefelt (Svezia)
- L'esca (L'appât), regia di Bertrand Tavernier (Francia)
- Gui tu, regia di Leung Pun-hei (Hong Kong)
- Hades, regia di Herbert Achternbusch (Germania)
- Hong fen, regia di Shaohong Li (Cina, Hong Kong)
- Hong mei gui bai mei gui, regia di Stanley Kwan (Hong Kong, Taiwan)
- Das Loch, regia di Matthias Heise (Germania)
- La lunga estate di Otto (Ti kniver i hjertet), regia di Marius Holst (Norvegia)
- My Baby Left Me, regia di Milorad Krstic (Ungheria)
- Nu ren si shi, regia di Ann Hui (Hong Kong)
- Pesa dlya passazhira, regia di Vadim Abdrašitov (Russia)
- Prima dell'alba (Before Sunrise), regia di Richard Linklater (USA, Austria, Svizzera)
- Repete, regia di Michaela Pavlátová (Repubblica Ceca)
- El rey del río, regia di Manuel Gutiérrez Aragón (Spagna)
- Rosso d'autunno (Silent Fall), regia di Bruce Beresford (USA)
- Sh'Chur, regia di Shmuel Hasfari (Israele)
- Smoke, regia di Wayne Wang (Germania, Giappone, USA)
- Solina, regia di Jacco Groen (Paesi Bassi)
- El sueño de Adán, regia di Mercedes Gaspar (Spagna)
- Taebaek sanmaek, regia di Im Kwon-taek (Corea del Sud)
- Die Topsau, regia di Angela Holtschmidt (Germania)
- Transatlantis, regia di Christian Wagner (Germania)
- La vita a modo mio (Nobody's Fool), regia di Robert Benton (USA)
- When Night Is Falling, regia di Patricia Rozema (Canada)

### Fuori concorso
- Anekdote aus dem letzten preußischen Kriege, regia di Zoltan Spirandelli (Germania)
- La promessa (Das Versprechen), regia di Margarethe von Trotta (Germania, Francia, Svizzera)
- Quiz Show, regia di Robert Redford (USA)
- Wintergartenprogramm, regia di Max Skladanowsky (Germania)

### Proiezioni speciali
- Asfalto (Asphalt), regia di Joe May (Germania)
- Blue in the Face, regia di Paul Auster e Wayne Wang (USA)
- Die Nacht der Regisseure, regia di Edgar Reitz (Germania, Regno Unito, Francia)
- La piscina (La piscine), regia di Jacques Deray (Italia, Francia)

### Panorama
- Afrique, mon Afrique..., regia di Idrissa Ouédraogo (Francia)
- Ahare Hahagim, regia di Amnon Rubinstein (Israele)
- Alice und der Aurifactor, regia di Jörg Fockele (Germania)
- Le ali della libertà (The Shawshank Redemption), regia di Frank Darabont (USA)
- Alpsee, regia di Matthias Müller (Germania)
- Die Angst vor der Idylle, regia di Götz Spielmann (Austria)
- Autobiographia Dimionit, regia di Michal Bat-Adam (Israele)
- Babam askerde, regia di Handan Ipekçi (Turchia)
- Ballot Measure 9, regia di Heather MacDonald (USA)
- Bar Girls, regia di Marita Giovanni (USA)
- B.D. Women, regia di Campbell Ex (Regno Unito)
- Beat-Down: The Case of Raymond Alvarez, regia di Nina Rosenblum (USA)
- Black Is... Black Ain't, regia di Marlon Riggs (USA)
- A Boy Called Hate, regia di Mitch Marcus (USA, Canada)
- A Causa Secreta, regia di Sergio Bianchi (Brasile)
- Il commediante (Funny Bones), regia di Peter Chelsom (Regno Unito, USA)
- Compliventjes: De stoel, regia di Truus Melissen (Paesi Bassi)
- Con gli occhi chiusi, regia di Francesca Archibugi (Italia, Francia, Spagna)
- Cronaca di un amore violato, regia di Giacomo Battiato (Francia, Italia, Spagna)
- Drag-Attack, regia di Ken Krueger e Mario Soldo (Austria)
- Dupe od mramora, regia di Želimir Žilnik (Repubblica Federale di Jugoslavia)
- Eclipse, regia di Jeremy Podeswa (Canada, Germania)
- En mai, fais ce qu'il te plaît, regia di Pierre Grange (Francia)
- L'estate di Bobby Charlton, regia di Massimo Guglielmi (Italia)
- Le fils de Gascogne, regia di Pascal Aubier (Francia)
- Le Fils préféré - Ospiti pericolosi (Le Fils préféré), regia di Nicole Garcia (Francia)
- Frères, regia di Olivier Dahan (Francia)
- Gentle Giants, regia di Bruce Weber (USA)
- Giot le Ha Long, regia di Huu Phan Nguyen e Vu Tran (Hong Kong, Vietnam)
- Glitterbug, regia di Derek Jarman (Regno Unito)
- Golos travy, regia di Natalya Motuzko (Ucraina)
- Greetings from Africa, regia di Cheryl Dunye (USA)
- He Shoots, He Scores, regia di John Moore (Irlanda)
- Ich liebe dich, regia di Wilhelm Hein (Germania)
- In Haßliebe Lola, regia di Dagmar Beiersdorf e Lothar Lambert (Germania)
- JLG/JLG - Autoritratto a Dicembre (JLG/JLG - autoportrait de décembre), regia di Jean-Luc Godard (Francia)
- Kafe V'Limon, regia di Leonid Gorovets (Israele)
- Kain and Abel, regia di Michael Brynntrup (Germania)
- Koridorius, regia di Šarūnas Bartas (Germania, Lituania)
- Labirintos, regia di Mikael Dovlatyan (Armenia, Francia, Repubblica Ceca)
- The Last Supper, regia di Cynthia Roberts (Canada)
- Lazos, regia di Alfonso Ungría (Spagna)
- Liberation, regia di Arnold Schwartzman (USA)
- Lie Down with Dogs, regia di Wally White (USA)
- A Litany for Survival: The Life and Work of Audre Lorde, regia di Ada Gay Griffin e Michelle Parkerson (USA)
- Little Women in Transit, regia di Barbara Heller (USA)
- Lock-Up: The Prisoners of Rikers Island, regia di Jon Alpert e Nina Rosenblum (USA)
- Lucky Man, regia di Ken McMullen (Regno Unito)
- Die Mediocren, regia di Matthias Glasner (Germania)
- Memento Mori, regia di Jim Hubbard (USA)
- Menmaniacs - The Legacy of Leather, regia di Jochen Hick (Germania, USA)
- Miguel, regia di Walter Kehr (Germania, USA)
- Monsieur Verdoux, regia di Charlie Chaplin (USA)
- Mut ohne Befehl - Widerstand und Verfolgung in Stuttgart 1933-1945, regia di Katrin Seybold (Germania)
- Nevski Melody, regia di Peter Braatz (Germania)
- Nico Icon, regia di Susanne Ofteringer (Germania, USA)
- Not Angels But Angels, regia di Wiktor Grodecki (Repubblica Ceca)
- Orfeo, il giorno prima, regia di Giovanni Minerba (Italia)
- Paradise Framed, regia di Paul Ruven (Paesi Bassi)
- Il prete (Priest), regia di Antonia Bird (Regno Unito)
- Rambles, regia di Richard Press (USA)
- Random Access, regia di Andreas Struck (Regno Unito)
- Rhythm Thief, regia di Matthew Harrison (USA)
- Salto al vacío, regia di Daniel Calparsoro (Spagna)
- Der Schatten des Schreibers, regia di Niki List (Austria)
- Schmetterling im Dunkeln, regia di Peter Kern (Germania)
- Shirat Ha'Sirena, regia di Eytan Fox (Israele)
- Sida, une histoire qui n'a pas de fin, regia di Paule Muxel e Bertrand de Solliers (Francia)
- Small Gestures, regia di Ian Cottage (Regno Unito)
- Smicha Hashmalit Ushma Moshe, regia di Assi Dayan (Israele)
- Specchio delle mie brame, regia di Barbara Melega (Italia)
- Stand Back, regia di Sylvie Michel (Germania)
- Suite 16, regia di Dominique Deruddere (Regno Unito, Belgio, Paesi Bassi)
- Surprise!, regia di Veit Helmer (Germania)
- Syytön, regia di Heikki Paakkanen (Finlandia)
- Telos epohis, regia di Antonis Kokkinos (Grecia)
- Totentraum, regia di Ayhan Salar (Germania)
- Trevor, regia di Peggy Rajski (USA)
- Vita di campagna (Country Life), regia di Michael Blakemore (Australia)
- Vive l'amour (Ai qing wan sui), regia di Tsai Ming-liang (Taiwan)
- Los vuelcos del corazón, regia di Mitl Valdez (Messico)
- Vukovar, jedna prica, regia di Boro Draskovic (Repubblica Federale di Jugoslavia, USA, Italia)
- Wigstock: The Movie, regia di Barry Shils (Germania, USA)
- Das winkende Mädchen, regia di Gunter Rometsch (Germania Ovest)
- Witness, regia di Paul Ruven (Paesi Bassi)
- W plenu u inwalidow, regia di Pjotr Toschilin e Igor Lewinski (Russia)
- Xi chu bawang, regia di Stephen Shin (Hong Kong, Cina)
- Yengeç sepeti, regia di Yavuz Özkan (Turchia)
- Zweiunddreißig Richtungen der Windrose, regia di Guido Wenzl (Germania)

### Forum
- Air/vayû, regia di Velu Viswanandhan (Francia)
- Al-mohager, regia di Yusuf Shahin (Egitto, Francia)
- Al Tigu Le B'Shoah, regia di Asher Tlalim (Israele)
- L'amico immaginario, regia di Nico D'Alessandria (Italia)
- Argentinische Kurzfilme, film collettivo (Argentina)
- Arigatô-san, regia di Hiroshi Shimizu (Giappone)
- Baby, I Will Make You Sweat, regia di Birgit Hein (Germania)
- A caixa, regia di Manoel de Oliveira (Portogallo, Francia)
- Chinese Rock Music Videos, regia di Zang Yang, Shi Yun-jiu e Zang Chu (Taiwan)
- Citizen Langlois, regia di Edgardo Cozarinsky (Francia)
- Complaints of a Dutiful Daughter, regia di Deborah Hoffmann (USA)
- Crumb, regia di Terry Zwigoff (USA)
- Délits flagrants, regia di Raymond Depardon (Francia)
- O Dia do Desespero, regia di Manoel de Oliveira (Portogallo, Francia)
- Double Happiness, regia di Mina Shum (Canada)
- Drei Frauen aus Poddembice, regia di Hans-Dieter Grabe (Germania)
- Ein Traum, was sonst?, regia di Hans-Jürgen Syberberg (Germania, Austria)
- Elephant, regia di Gō Rijū (Giappone)
- Er nannte sich Hohenstein, regia di Hans-Dieter Grabe (Germania)
- Ernesto Che Guevara, le journal de Bolivie, regia di Richard Dindo (Francia, Svizzera)
- Fei xia a da, regia di Stan Lai (Taiwan)
- Fin de siglo, regia di Marilyn Watelet e Szymon Zaleski (Belgio)
- Le Franc, regia di Djibril Diop Mambéty (Senegal, Svizzera, Francia)
- Fremdsein in Deutschland, regia di Horst Seemann (Germania)
- Ganga Bruta, regia di Humberto Mauro (Brasile)
- Die Gemmi - ein Übergang, regia di Clemens Klopfenstein (Svizzera)
- Una gita in campagna (Partie de campagne), regia di Jean Renoir (Francia)
- Kalte Heimat, regia di Volker Koepp (Germania)
- Kana-Kana, regia di Taku Ohshima (Giappone)
- Kövek üzenete, regia di Miklós Jancsó (Ungheria)
- La leggenda del drago rosso (Hung Hei Kwun: Siu Lam ng zou), regia di Wong Jing e Corey Yuen (Hong Kong)
- Lunnye psy, regia di Lidiya Polshchikova e Vladimir Tumaev (Russia)
- Middle of the Moment, regia di Nicolas Humbert e Werner Penzel (Germania, Svizzera)
- Music for the Movies: Tôru Takemitsu, regia di Charlotte Zwerin (Francia, Giappone, USA)
- Der Ort, die Zeit, der Tod, regia di Peter Voigt (Germania)
- Pfui-Unzucht und Ordnung in Deutschland, regia di Rike Anders e Jürgen Brüning (Germania)
- Po qiao shi fen, regia di Han Hsiang Li e Sung Tsun-shou (Taiwan)
- Raja Sarajevo, regia di Erik Gandini (Svezia)
- Roy Cohn/Jack Smith, regia di Jill Godmilow (USA)
- Russkaya simfoniya, regia di Konstantin Lopušanskyj (Russia)
- Sae sang bakuro, regia di Yeo Kyun-dong (Corea del Sud)
- Sant Tukaram, regia di Vishnupant Govind Damle e Sheikh Fattelal (India)
- Se diu ying hung ji dung sing sai jau, regia di Jeffrey Lau (Hong Kong)
- Seule, Georgie, regia di Otar Ioseliani (Francia)
- Shenskaja rol, regia di Ivan Dychowitschny (Russia)
- Sisom, regia di Christoph Janetzko (Germania)
- Stories of Chide the Wind: The Soul Investigator, regia di Kal Ng (Canada)
- Tōkyō kyōdai, regia di Jun Ichikawa (Giappone)
- Un tournage à la campagne, regia di Alain Fleischer (Francia)
- Tsahal, regia di Claude Lanzmann (Francia, Germania)
- Tzedek, regia di Marek Halter (Francia, Svizzera)
- Ulrike Marie Meinhof, regia di Timon Koulmasis (Belgio, Francia, Germania)
- Undo, regia di Shunji Iwai (Giappone)
- Unser Berlin hat immer noch keinen Vornamen, regia di Dietmar Hochmuth (Germania)
- Vanya sulla 42esima strada (Vanya on 42nd Street), regia di Louis Malle (USA)
- Veillées d'armes, regia di Marcel Ophüls (Francia, Germania, Regno Unito)
- Vom Fluß, regia di Christoph Janetzko (Thailandia, Germania)
- Wo zhe yi bei zi, regia di Hui Shi (Cina)
- Yarasa, regia di Ayaz Salayev (Azerbaigian)
- Zabraneniat plod, regia di Krassimir Kroumov (Bulgaria)
- Zawrócony, regia di Kazimierz Kutz (Polonia)
- Zenshin Shosetsuka, regia di Kazuo Hara (Giappone)
- Ziletky, regia di Zdenek Tyc (Repubblica Ceca, Francia)

### Kinderfilmfest/14plus
- Aberne og det hemmelige våben, regia di Jannik Hastrup (Danimarca)
- Avarijas Brigade - Auto, regia di Janis Cimermanis (Lettonia)
- Birdland, regia di Jannik Hastrup (Danimarca)
- Det opprørske alfabetet, regia di Øivind S. Jorfald (Norvegia)
- Hiroshi kun wa sora ga suki, regia di Renzo Kinoshita (Giappone)
- L'incantesimo del lago (The Swan Princess), regia di Richard Rich (USA)
- Kouzeh Gar, regia di Safar-Ali Asgharzadeh (Iran)
- Közimning qarasy, regia di Satybaldy Narymbetov (Kazakistan)
- Kuh-e javaher, regia di Abdollah Alimorad (Iran)
- A Little Routine, regia di George Griffin (USA)
- Lutning, regia di Eva Lindström (Svezia)
- Munks un lemijs - Lidojam, regia di Nils Skapans (Lettonia)
- Sixten, regia di Catti Edfeldt (Svezia)
- Skýjahöllin, regia di Þorsteinn Jónsson (Islanda, Danimarca, Germania)
- De tasjesdief, regia di Maria Peters (Paesi Bassi)
- Tick Tack, regia di Mohammad-Ali Talebi (Iran)
- UV, regia di Daramsurengiin Khatanbaatar e Badamsuren Nagnaidorj (Mongolia)
- Wrony, regia di Dorota Kedzierzawska (Polonia)

### Retrospettiva
- Allez Oop!, regia di Charles Lamont (USA)
- L'amabile ingenua (The Lovable Cheat), regia di Richard Oswald (USA)
- Borsalino, regia di Jacques Deray (Francia, Italia)
- Die Börsenkönigin, regia di Edmund Edel (Germania)
- Buonanotte, infermiera (Good Night, Nurse!), regia di Roscoe Arbuckle (USA)
- Buster Keaton corre ancora (Buster Keaton Rides Again), regia di John Spotton (Canada)
- Buster's Bedroom, regia di Rebecca Horn (Germania, Canada, Portogallo)
- Il cameraman (The Cameraman), regia di Edward Sedgwick (USA)
- Il capro espiatorio (The Goat), regia di Buster Keaton e Malcolm St. Clair (USA)
- Carambola d'amore (The Invader), regia di Adrian Brunel (Regno Unito)
- Il carcerato n. 13 (Convict 13), regia di Edward F. Cline e Buster Keaton (USA)
- La casa elettrica (The Electric House), regia di Edward F. Cline e Buster Keaton (USA)
- La casa stregata (The Haunted House), regia di Edward F. Cline e Buster Keaton (USA)
- Chi la dura la vince (The Passionate Plumber), regia di Edward Sedgwick (1932)
- Il chimico (The Chemist), regia di Al Christie (USA)
- Chi non cerca... trova (Free and Easy), regia di Edward Sedgwick (USA)
- A Clever Dummy, regia di Herman C. Raymaker (USA)
- Come vinsi la guerra (The General), regia di Clyde Bruckman e Buster Keaton (USA)
- Coney Island, regia di Roscoe Arbuckle (USA)
- Ditto, regia di Charles Lamont (USA)
- Djadja Pud v Luna-parke, regista non conosciuto (Russia)
- Dodge Your Debts, regia di Erle C. Kenton (USA)
- Dolci vizi al foro (A Funny Thing Happened on the Way to the Forum), regia di Richard Lester (USA, Regno Unito)
- Domik w Kolomne, regia di Pjotr Tschardynin (Russia)
- Egged On, regia di Charles R. Bowers, Harold L. Muller e Ted Sears (USA)
- Elmer una-base (One Run Elmer), regia di Charles Lamont (USA)
- Esca per la prigione (Jail Bait), regia di Charles Lamont (USA)
- Una famiglia di matti (Call of the Cuckoo), regia di Clyde Bruckman (USA)
- Family Life, regia di Robert P. Kerr (USA)
- Fatal Footsteps, regia di Charles R. Bowers (USA)
- Il fattorino (The Bell Boy), regia di Roscoe Arbuckle (USA)
- Feed 'em and Weep, regia di Leo McCarey (USA)
- Il ferroviere (The Railrodder), regia di Gerald Potterton (Canada)
- Fiamme azzurre (Blue Blazes), regia di Raymond Kane (USA)
- Film, regia di Alan Schneider (USA)
- Flaming Fathers, regia di Stan Laurel e Leo McCarey (USA)
- Fortuna avversa (Hard Luck), regia di Edward F. Cline e Buster Keaton (USA)
- Il garage (The Garage), regia di Roscoe Arbuckle (USA)
- Il garzone di macelleria (The Butcher Boy), regia di Roscoe Arbuckle (USA)
- I genitori di mia moglie (My Wife's Relations), regia di Edward F. Cline e Buster Keaton (USA)
- Gospodin Direktor flirtujet, regista non conosciuto (Russia)
- Grand Slam Opera, regia di Charles Lamont (USA)
- Hallroom Boys, regista non conosciuto (USA)
- Hold Me Tight, regia di Slim Summerville (USA)
- L'homme au chapeau de soie, regia di Maud Linder (Francia)
- Io e la boxe (Battling Butler), regia di Buster Keaton (USA)
- Io e la vacca (Go West), regia di Buster Keaton (USA)
- Io... e l'amore (Spite Marriage), regia di Edward Sedgwick (USA)
- Io... e il ciclone (Steamboat Bill, Jr.), regia di Charles Reisner (USA)
- Io... e le donne (Parlor, Bedroom and Bath), regia di Edward Sedgwick (USA)
- Je voudrais un enfant, regia di Max Linder (Francia)
- Komnata nomer 13, ili Arkasche newesjet, regia di M. Wlasjewa (Russia)
- Laborer's Love (Zhi guo yuan), regia di Zhang Shichuan (Cina)
- La legge dell'ospitalità (Our Hospitality), regia di John G. Blystone e Buster Keaton (USA)
- Lizzies of the Field, regia di Del Lord (USA)
- Luci della ribalta (Limelight), regia di Charlie Chaplin (USA)
- Lysyj: kinooperator, regia di Rober Reinolds (Russia)
- Magia mista (Mixed Magic), regia di Raymond Kane (USA)
- La malle au mariage, regia di Max Linder (Francia)
- Le mariage forcé, regia di Max Linder (Francia)
- Max entre deux feux, regia di Max Linder (Francia)
- Max et Jane veulent faire du théâtre, regia di Max Linder (Francia)
- Max et le sac, regia di Max Linder (Francia)
- Max virtuose, regia di Max Linder (Francia)
- Il milionario (Sidewalks of New York), regia di Zion Myers e Jules White (USA)
- Movieland, regia di Norman Taurog (USA)
- Movie Night, regia di Lewis R. Foster (USA)
- Il navigatore (The Navigator), regia di Donald Crisp e Buster Keaton (USA)
- Nel West! (Out West), regia di Roscoe Arbuckle (USA)
- Il nido d'amore (The Love Nest), regia di Buster Keaton (USA)
- Nido d'amore mobile (Love Nest on Wheels), regia di Charles Lamont (USA)
- Niente tranne il piacere (Nothing But Pleasure), regia di Jules White (USA)
- Il nord ghiacciato (The Frozen North), regia di Edward F. Cline e Buster Keaton (USA)
- Only Me, regia di Henry W. George (USA)
- Out Bound, regia di Harry Edwards (USA)
- A Pair of Tights, regia di Hal Yates (USA)
- La palla nº 13 (Sherlock Jr.), regia di Buster Keaton (USA)
- Pass the Gravy, regia di Fred Guiol (USA)
- Pece e strisce (Tars and Stripes), regia di Charles Lamont (USA)
- Per sempre e un giorno ancora (Forever and a Day), film collettivo (USA)
- La peste del West (Pest from the West), regia di Del Lord (USA)
- Poliziotti (Cops), regia di Edward F. Cline e Buster Keaton (USA)
- Il professore (Speak Easily), regia di Edward Sedgwick (USA)
- Racconto rustico (Hayseed Romance), regia di Charles Lamont (USA)
- Il re dei Campi Elisi (Le roi des Champs-Élysées), regia di Max Nosseck (Francia)
- Re delle camicette (Der Blusenkönig), regia di Ernst Lubitsch (Germania)
- Russische Filmkomödien der Zarenzeit, regista non conosciuto (Russia)
- Il rustico (The Hayseed), regia di Roscoe Arbuckle (USA)
- Sceriffo sono io (The Gold Ghost), regia di Charles Lamont (USA)
- Die schwarze Kugel, regia di Franz Hofer (Germania)
- Lo sciocco (The Saphead), regia di Herbert Blaché e Winchell Smith (USA)
- Senti, amore mio (Three Ages), regia di Edward F. Cline e Buster Keaton (USA)
- Le sette probabilità (Seven Chances), regia di Buster Keaton (USA)
- Una settimana (One Week), regia di Edward F. Cline e Buster Keaton (USA)
- Shenich s proschlym, regia di Mikhail Martow (Russia)
- The Silent Partner, regia di George Marshall (USA)
- Lo spaventapasseri (The Scarecrow), regia di Edward F. Cline e Buster Keaton (USA)
- Springtime Saps, regia di Leslie Goodwins (USA)
- Starvation Blues, regia di Richard Wallace (USA)
- Die Sumpfblume, regia di Viggo Larsen (Germania)
- The Taming of the Snood, regia di Jules White (USA)
- Die Tango-Königin, regia di Max Mack (Germania)
- Die Teufelskirche, regia di Hans Mierendorff (Germania)
- The Three Must-Get-Theres, regia di Max Linder (USA)
- Tiro a segno (The High Sign), regia di Edward F. Cline e Buster Keaton (USA)
- Tuo per sempre (College), regia di James W. Horne (USA)
- Tysyacha vtoraya khitrost, regia di Yevgeni Bauer (Russia)
- Und das Licht erlosch, regia di Fritz Bernhardt (Germania)
- Userdnyy denschik, regia di N. Filippov (Russia)
- I vicini (Neighbours), regia di Edward F. Cline e Buster Keaton (USA)
- The Villain Still Pursued Her, regia di Edward F. Cline (USA)
- Il viso pallido (The Paleface), regia di Edward F. Cline e Buster Keaton (USA)
- Viva la birra (What! No Beer?), regia di Edward Sedgwick (USA)
- Water Wagons, regia di Del Lord (USA)
- Xixiang ji, regia di Minwei Li e Hou Yao (Cina, Hong Kong)
- Zweimal gelebt, regia di Max Mack (Germania)

## Premi

### Premi della giuria internazionale
- Orso d'oro per il miglior film: L'esca di Bertrand Tavernier
- Orso d'argento per il miglior regista: Richard Linklater per Prima dell'alba
- Orso d'argento per la migliore attrice: Josephine Siao per Nu ren si shi
- Orso d'argento per il miglior attore: Paul Newman per La vita a modo mio
- Orso d'argento per il miglior contributo singolo: tutto il team di Hong fen di Shaohong Li
- Orso d'argento per il miglior contributo singolo: Vadim Abdrašitov per la particolarità stilistica e tematica di Pesa dlya passazhira
- Orso d'argento, gran premio della giuria: Wayne Wang e Harvey Keitel per Blue in the Face
- Menzione d'onore:

El Callejón de los Milagros di Jorge Fons, per l'eccezionale qualità narrativa
Colpo di luna di Alberto Simone, per la performance del cast
Sh'Chur di Shmuel Hasfari, per il mix speciale di realtà e magia
- Premio l'angelo azzurro: La lunga estate di Otto di Marius Holst
- Orso d'oro per il miglior cortometraggio: Repete di Michaela Pavlátová
- Orso d'argento, premio della giuria (cortometraggi): My Baby Left Me di Milorad Krstic

### Premi onorari
- Orso d'oro alla carriera: Alain Delon
- Berlinale Kamera: Eleanor Keaton, FIAPF

### Premi della Children's Jury
- Orso di cristallo per il miglior film: De tasjesdief di Maria Peters
- Menzione speciale: Wrony di Dorota Kędzierzawska
- Orso di cristallo per il miglior cortometraggio: Munks un lemijs - Lidojam di Nils Skapans

### Premi delle giurie indipendenti
- Peace Film Award: Er nannte sich Hohenstein e Drei Frauen aus Poddembice di Hans-Dieter Grabe
- Premio Caligari: ex aequo Complaints of a Dutiful Daughter di Deborah Hoffmann e Madagascar di Fernando Pérez
- Premio della giuria ecumenica:
  - Competizione: Nu ren si shi di Ann Hui
  - Forum: ex aequo Russkaya simfoniya di Konstantin Lopushanskiy e Moving the Mountain di Michael Apted
- Premio Wolfgang Staudte: Double Happiness di Mina Shum
- Panorama Award of the New York Film Academy: Alice und der Aurifactor di Jörg Fockele
- Teddy Award:
  - Miglior lungometraggio: The Last Supper di Cynthia Roberts
  - Miglior documentario: Complaints of a Dutiful Daughter di Deborah Hoffmann
  - Miglior cortometraggio: Trevor di Peggy Rajski
  - Premio della giuria: Dupe od mramora di Želimir Žilnik
  - Premio del pubblico: Il prete di Antonia Bird
  - Premio dei lettori di Siegessäule: Ballot Measure 9 di Heather MacDonald